# 377 a.C.
Il 377 a.C. (CCCLXXVII a.C. in numeri romani) è un anno  del IV secolo a.C.

## Eventi
- Fondazione della lega di autodifesa navale chiamata "secondo impero ateniese".
- Inizio del regno di Mausolo di Caria (m. 353 a.C.).
- Roma
  - Tribuni consolari Gaio Veturio Crasso Cicurino, Lucio Quinzio Cincinnato Capitolino, Publio Valerio Potito Publicola, Servio Sulpicio Pretestato, Gaio Quinzio Cincinnato e Lucio Emilio Mamercino

## Morti
- Ecatomno, sovrano greco antico